# Cantonul Saint-Louis-2
Cantonul Saint-Louis-2 este un canton din arondismentul Saint-Pierre, Réunion, Franța.